# 李茂融
李茂融（7世纪？—688年），又作李融，唐朝宗室，唐高祖之孙，虢王李凤第五子。
李茂融封东莞郡公，年轻时以武勇著称。曾为和州刺史，跟随成均助教高子贡受业，情义特深。垂拱年间，为申州刺史。黄国公李譔将与越王李贞通谋，倚仗李融，以为外助。武则天召皇族至明堂朝见，李融秘密派遣使者去询问高子贡，高子贡回答此行必死，李融便称病而不朝，越王李贞起兵反武，派使者去约李融一同响应，李融不敢答应，但被下属逼迫，只好把李贞的使者抓起来上报，于是擢升为银青光禄大夫，行太子右赞善大夫。
垂拱四年（688年）九月，被其他党羽所牵连。李融与韩王李元嘉、鲁王李灵夔、李元嘉子黄国公李譔、李灵夔子左散骑常侍范阳王李蔼、霍王李元轨及子江都王李绪都被指控和虺贞通谋，李元嘉、李灵夔自杀，李元轨配流黔州，十月，李茂融等人在街市被处死，家产也被查抄，子孙改姓虺氏，直至唐中宗復辟，虺茂融追復李姓。
其子濮陽郡王、宗正卿李徹。